# Bomberman ’94
Bomberman ’94 (яп. ボンバーマン'94 Бомба:ман Нинти: Фо:) — компьютерная игра серии Bomberman, разработанная и выпущенная Hudson Soft для игровой приставки PC Engine 10 декабря 1993 года для японского рынка. Позже игра была портирована Westone для консоли Sega Mega Drive и выпущена в 1994 году в Европе и Северной Америке под названием Mega Bomberman.
Версия для Mega Drive имеет некоторые отличия, в числе которых меньшее количество игроков в мультиплеере и местами изменённая музыка (например, музыка на уровне Jammin' Jungle версии PC Engine была также использована на 1-м уровне Super Bomberman 4, но в версии для Mega Drive совсем другая музыка).
Это первая игра в серии, использующая современный дизайн Белого Бомбермена. Bomberman ’94 также ввела Луи (англ. Louie) — коренных зверьков планеты Бомбер, похожих на кенгуру. Помимо этого в игре появился ряд новых второстепенных персонажей: женские бомберы и дети-бомберы, красные, зелёные и голубые бомберы, а также новые злодеи.
Оригинальная версия для PC Engine была также выпущена для Wii Virtual Console 2 декабря 2006 года в Японии и 23 марта 2009 года в Северной Америке и Европе, тем самым впервые став доступной за пределами Японии. 19 ноября 2014 года в Японии и 2 февраля 2017 года в остальном мире игра была выпущена для Wii U Virtual Console. В 2008 году был выпущен порт для мобильных телефонов под названием Bomberman '08.
15 июля 2009 года Bomberman ’94 была выпущена в японском разделе PlayStation Network для игры на PlayStation 3 и PlayStation Portable, 2 июня 2011 года появилась и в североамериканском разделе.

## Сюжет
Планета Бомбер (англ. Bomber) была прекрасным местом, чьи жители жили в мире и спокойствии, поддерживаемыми пятью духами. До тех пор, пока злобный Багулар (англ. Bagular) со своей армией роботов не напал на этот мир. В ходе начавшейся битвы были уничтожены иконы духов (англ. spirit pictures) — источник волшебной силы духов. Из-за этого планета Бомбер была выведена из равновесия и раскололась на 5 частей.
Чтобы спасти планету, появляется Бомбермен. Он должен собрать все 5 икон духов и восстановить планету, но ему будут противостоять миньоны армии Багулара и животные, которых заставили служить захватчикам.

## Игровой процесс
В игре присутствует синглплеер и мультиплеер. В синглплеере игрок проходит лабиринты, взрывая врагов и барьеры (деревянные блоки, ледяные глыбы, бочки и т. д.), из которых могут выпадать бонусы, облегчающие прохождение. Если игрок потеряет все жизни, то игра закончится и игрок лишится всех собранных бонусов, но будет возможность продолжить игру с последнего уровня, а также будет дан пароль, состоящий из 4 цифр.
Игра происходит на 6 локациях: Jammin' Jungle, Vexin' Volcano, Slammin' Sea, Crankin' Castle, Thrashin' Tundra, а также на искусственной комете Багулара. Все локации содержат 3-4 стадии (некоторые из которых также разделены на несколько подстадий), для прохождения каждой из которых игрок должен взорвать все «ключи» (капсулообразные объекты) на уровне, и тогда в конце он получит осколок иконы духов. После сбора всех осколков икона духов будет собрана и начнётся битва с боссом.
В мультиплеер могут играть одновременно до 5 игроков (до 4 в версии для Mega Drive). Есть два режима: Normal и Tag. В первом режиме игроки пытаются взорвать друг друга и побеждает тот, кто остался последним. Во втором режиме игроки объединены в команды и побеждает та, которая полностью уничтожит все остальные

## Разработка и прототипы
До того как Mega Bomberman было решено сделать портом Bomberman ’94, Factor 5 по запросу Hudson Soft уже начала работу над первой игрой серии Bomberman для Sega Mega Drive, проект уже назывался Mega Bomberman. В качестве доказательства концепции, Factor 5 показала техно-демо, в которой с помощью двух Sega Team Player Adaptors могло одновременно играть до 8-и игроков. Hudson были впечатлены проделанной работой, но в конечном итоге они пересмотрели задачу и передали лицензию на проект Westone Co. — создателям серии Wonder Boy. Задачей проекта стало портирование Bomberman ’94 на Mega Drive, издателем стала Sega.
Версия игры для PC Engine стала основой для Tengai Makyō: Deden no Den — игры-рекламы с персонажами из ролевой франшизы Tengai Makyō. Игра имеет только мультиплеер и изначально доступна всего одна арена, но с помощью кода можно разблокировать другие арены.

## Приём
| Иноязычные издания | Иноязычные издания |
| Издание            | Оценка             |
| ------------------ | ------------------ |
| EGM                | 6,5/10 (MD/GEN)    |
| Next Generation    | (MD/GEN)           |

GamePro высоко оценил версию для Genesis, резюмируя: «Новые уровни, новые враги и множество других нововведений сделали эту игру одним из лучших Бомберменов». Они особо отметили новый дизайн уровней и Луи-бонусы.
Обозреватели от Electronic Gaming Monthly разделились во мнениях: пока Эд Семрад и Sushi-X подобно GamePro писали, что обновлённый дизайн уровней и Луи-бонусы создали крепкую новую часть серии, то Дэнион Карпентер и Al Manuel считали, что игра недостаточно сильно отличается от частей для Super NES, чтобы её стоило приобретать.
Рецензент от Next Generation, напротив, утверждал, что новые бонусы и животные разрушили «прекрасную минималистичность оригинала». Тем не менее, он порекомендовал игру «каждому владельцу Genesis’а с тремя друзьями и multitap».
Журнал Retro Gamer поместил игру в свой список 10 лучших игр для PC Engine. Complex расположил игру на 91 месте в списке 100 лучших игр для Sega Genesis. Time Extension поставил игру в своём списке лучших игр для PC Engine/TurboGrafx-16.